# 上野勇輔
上野 勇輔(うえの ゆうすけ)は、日本のアニメーション編集技師。2024年時点では柳編集室に所属。

## 参加作品

### テレビアニメ
- 純情ロマンチカ3（2015年）(編集助手)
- SUPER LOVERS（2016年）(編集助手)
- リルリルフェアリル～妖精のドア～（2016年）(編集助手)
- この素晴らしい世界に祝福を!（2016年）(編集助手)
- 初恋モンスター（2016年）(編集助手)
- SUPER LOVERS 2（2017年）(編集助手)
- 坂本ですが?（2017年）(編集助手)
- 鬼灯の冷徹 (第弐期)（2017年）(編集助手)
- この素晴らしい世界に祝福を!2（2017年）(編集助手)
- 地獄少女 宵伽（2017年）(編集助手)
- エガオノダイカ（2019年）(オンライン編集)
- デート・ア・ライブIII（2019年）(編集助手)
- 球詠（2020年）(編集助手)
- 八十亀ちゃんかんさつにっき 2さつめ（2020年）(編集)
- 装甲娘戦機（2021年）(オンライン編集)
- 究極進化したフルダイブRPGが現実よりもクソゲーだったら（2021年）(オンライン編集)
- 聖女の魔力は万能です（2021年）(オンライン編集)
- シャドーハウス（2021年）(編集助手)
- プラチナエンド（2021年）(編集)[2]
- 錆色のアーマ（2022年）(編集)
- 乙女ゲー世界はモブに厳しい世界です（2022年）(編集)[3]
- てっぺんっ!!!!!!!!!!!!!!!（2022年）(編集)
- ポーション頼みで生き延びます!（2023年）(編集)
- ガンバレ！中村くん！！（2025年）(編集)[1]
- 姫騎士は蛮族の嫁（2025年）(編集)[4]